# 凹版印刷

凹版印刷のしくみ。版の凹んだ部分にインクをいれ、上から紙などを押し当てる

凹版印刷（おうはんいんさつ）とは、印刷技術のひとつで、版に図像を削り込むものである。通常エッチング、エングレービング、ドライポイントやメゾチントなどの手法によって銅または亜鉛に溝を作る。コラグラフィーもまた凹版として印刷しうる。凹版を印刷するときは、版をインクで覆い、ターラタン地か新聞紙によって表面を拭って、溝にのみインクが残るようにする。湿らした紙を先端に置き、印刷機を圧力をかけて版と紙を通し、版の溝から紙へとインクを転写する。
エッチングは凹版処理の一種だが、道具によって彫るエングレービングとは異なり、線は酸によって版を腐食させたものである。印刷過程は前記と同じ。

## 起源
印刷技法としての沈み彫りは、15世紀半ばにドイツで開発されたものと推測される。武器や甲冑、あるいは楽器や宗教的な物品は、太古より彫刻によって飾られてきた。またそのなかには稜線に黒色顔料をすり込んで際だたせることもあったと推測される。そうして彫り込まれたものの上に紙を置きデザインの写しをえたということからじかに凹版印刷は考案されたと考えられる。マルティン・ションガウアーは銅版彫刻技術を開発した中で最も古い画家である。

## 利用
凹版印刷は凸版印刷や石版印刷などの平板印刷と対照的に、微細な線を印刷可能なことから、偽造防止対策として紙幣やパスポートに多用される。また、高価な郵便切手の印刷に使われることがある。
この技法は17世紀末から18世紀に最も使用され、とくにポートレイトの複製に用いられた。